# Castel Morrone
Castel Morrone ist eine italienische Gemeinde (comune) mit 3585 Einwohnern (Stand 31. Dezember 2023) in der Provinz Caserta in Kampanien. Die Gemeinde liegt etwa 5,5 Kilometer nordnordöstlich von Caserta. Die nordwestliche Gemeindegrenze bildet der Volturno.

## Geschichte
Die Gemeinde hieß bis zur Einheit Italiens noch Morrone in Terra di Lavoro. Heutiger Namensgeber der Gemeinde ist die Burgruine über dem Ort auf dem sog. Monte Castello.

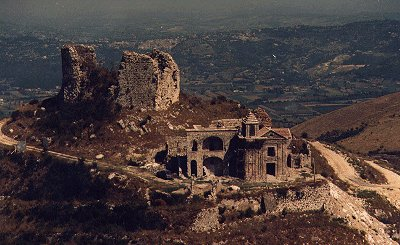
Monte Castello mit Burgruine

Ausgrabungen lassen den Schluss zu, dass hier bereits unter Hannibal um 216 vor Christus eine punische Befestigung errichtet wurde.

## Verkehr
Durch die Gemeinde führt die Strada Statale 87 Sannitica.